# Freetown (Alabama)
Freetown es una antigua comunidad afroestadounidense cerca de Gallion, en el condado de Hale, Alabama, Estados Unidos, en la llamada región de Canebrake. La tierra y los edificios que antes pertenecían a un plantador local propietario de esclavos quedaron en manos de afroestadounidenses libres y esclavos que habían trabajado para él y vivido con él, y la comunidad duró hasta la década de 1920. Una iglesia construida por esa comunidad en 1929 se incendió en 2022.

## Historia
El lugar fue formado en 1867 por un grupo de hombres y mujeres afroestadounidenses, algunos anteriormente esclavizados, otros libres. Construyeron su comunidad en más de 600 acres de tierra que les dejó el plantador local John Collins.
Collins, originalmente un hombre de recursos modestos, había emigrado a Alabama desde Virginia, en 1837, donde se convirtió en supervisor de Henry Augustine Tayloe, un rico plantador esclavista y criador de caballos. El suelo era rico en la región de Canebrake, y los Tayloe cultivaban algodón en unas 13 000 hectáreas, con el trabajo forzado gratuito de casi 800 personas esclavizadas. Collins tenía sirvientes (libres) de color, uno de los cuales, Nellie, su ama de llaves, también se convirtió en madre de tres hijos suyos (William, John y Albert). Collins nunca se casó; dado que Nellie era libre (y había traído a Alabama a sus dos hijas anteriores, Susan y Maria), los hijos también eran libres, aunque esa era siempre una proposición tenue en la Alabama anterior a la guerra de Secesión, y las personas de color libres podían ser esclavizadas fácilmente en otro lugar si no podían probar su estatus legal. Al final, Collins se hizo lo suficientemente rico como para convertirse él mismo en un esclavista, y compró tierras, y después de que Nellie desapareció, quizás de su vida y ciertamente del registro histórico, Collins compró una persona esclavizada en Mobile, Fannie, con quien tuvo tres hijos más (George, Richard y Peter), quienes fueron legalmente esclavizados, ya que su madre lo fue. Collins era un hombre rico en 1860 y poseía más de 3000 acres de tierra por valor de más de medio millón de dólares. En ese momento había esclavizado a 361 personas.
Los tres hijos esclavizados de Collins, George, Richard y Peter, aprendieron oficios. Una de las hijas de Nellie, Susan, se convirtió en ama de llaves de Jeffries, el supervisor de la granja de Collins, y le dio dos hijos, Thomas y John Jeffries. Tuvo dos hijos más con su siguiente pareja, el sucesor de Jeffries, llamados Lawrence y Henry Browder.
Cuando Collins murió, gran parte de su patrimonio se lo dejó a sus sobrinos, pero le dejó una parte a William, John y Albert, sus hijos con Nellie, y a Susan y sus hijos, Thomas Jeffries y Lawrence Browder. También se mencionan en el testamento «Louise y sus hijos, y los hijos menores de mi difunto sirviente John, quien murió en la primavera de 1866». «Louise» parece haber sido la mujer libre de color Louisa Conway, que estaba casada con el esclavizado Bill Conway; le quedó en herencia la casa en que vivía. Más tarde se casó con Peter Lee, quien con su hermano William Lee trabajó en la propiedad de Collins. Aparentemente, fueron los maestros constructores que construyeron la Iglesia Episcopal de San Andrés, en las cercanías de Prairieville. Peter Lee fabricó muebles con maderas duras de origen local; su trabajo era de tan alta calidad que, según Sharon Patton, probablemente le ganó el tipo de respeto entre un pueblo que «probablemente conservaba la gran estima por los artesanos que tenían en África». Sus hijos con Fannie, a quienes no nombró como sus hijos sino como sus sirvientes, fueron dados tierras en herencia.
La comunidad de Freetown comenzó a formar una iglesia en 1867, como un lugar de culto al aire libre. Antes de eso, habían realizado culto en San Andrés en Prairieville, por las tardes; los servicios de la mañana eran para blancos. Los lugareños a menudo enviaban a sus hijos a la escuela en otro lugar, con la esperanza de obtener una mejor educación que la disponible localmente. En la década de 1920, Freetown se incorporó a Allenville, Alabama, y se decía que esa década estaba en su apogeo; poco después, sin embargo, la migración a las ciudades supuso el fin de la comunidad. En 1929, se dedicó la Iglesia Bautista de Belén encalada, y este fue el lugar para un marcador histórico que se colocó en 2015. En agosto de 2022, la iglesia se incendió.
Los nombres de las personas mencionadas en el marcador histórico son: «William, John, Albert, George, Richard y Peter Collins; Susan y Lawrence Moore; Thomas Jeffries; los hijos de John Jeffries; y Louisa Conway y sus hijos».